# 鳴花ヒメ・ミコト
鳴花ヒメ・ミコト（めいかひめ・みこと）は、ガイノイド社から発売されているVOCALOID。また、そのキャラクター。2019年3月30日に発売された。

## 概要

### 鳴花ヒメ・ミコト
梅の精霊という設定のVOCALOID。ガイノイド社初の二人組製品。
底抜けに明るく、且つ優しい声で歌う「鳴花ヒメ」とクールで力強く、キレのある歌声の「鳴花ミコト」のボイスバンクのセット。サンプリング元は小岩井ことり(一人二役)。
VOCALOID5editorとVOCALOID Cubuse4.5に対応している。推奨音域はD2～C5。
サードパーティーの製品で初の「Attack/ReleaseEffect」に対応している。
デモソングはボカロPのれるりり、かいりきベア、seeeeecun(しーくん)、また鳴花ヒメ・ミコトの声優を担当した小岩井ことりが手掛ける。サンプリング元がデモソングを手掛けるのは初の試みである。
| 題名             | 作詞・作曲   | ボーカル         | YouTube                                   | ニコニコ動画            |
| ---------------- | ------------ | ---------------- | ----------------------------------------- | ----------------------- |
| スペシャルガール | れるりり     | 鳴花ヒメ・ミコト | ガイノイド れるりり公式チャンネル         | ガイノイド れるりり     |
| アンヘル         | かいりきベア | 鳴花ミコト       | ガイノイド                                | かいりきベア ガイノイド |
| バグラグ         | seeeeecun    | 鳴花ヒメ         | ガイノイド しーくんofficial               | seeeeecun ガイノイド    |
| 鳴花             | 小岩井ことり | 鳴花ヒメ・ミコト | ガイノイド 小岩井ことりofficialチャンネル | ガイノイド              |

ヒメ、ミコトそれぞれに300以上のボイス素材を付属している(別売りのボイスパックから抜粋したもの。ボイスパックには計2000ほどの声が収録されている)。また、ダウンロード版だと別々に購入が可能。

### ガイノイドTalk 鳴花ヒメ・ミコト
また、同3月30日にテキスト読み上げソフト「ガイノイドTalk 鳴花ヒメ・ミコト」が発売。こちらも、ダウンロード版は別々に購入ができる。VOICEROIDと同じAITalkを使用。サンプルとして、公式サイトで実際に声を体験できる。
2025年3月31日にガイノイドTalk版が販売終了することに伴い、既に購入しているユーザー向けに同年3月3日よりA.I.VOICE版が配布された。

## キャラクター
イラストはv4flowerのデザイン原案を手掛けた△○□×（みわしいば）。
想定年齢11～12歳。性別は不明。キャラクターのイメージ設定は上記の梅の精霊。デザインのモチーフとなったのは、太宰府天満宮（福岡県太宰府市）の御神木「飛梅（とびうめ）」。
ヒメは桃色の長髪、ミコトは水色の三つ編みが特徴。つのがある。
創作用に、公式サイトではイラストを素材として使用可能(詳しくはこちら)。

## 一周年記念企画
「新曲連続アップ計画！」と題し、鳴花ヒメ・ミコトを使用した書下ろし楽曲を連続投稿することが2020年7月3日にガイノイド公式サイトで明かされた。
楽曲アップ期間は2020年7～9月。
稲葉曇、HoneyWorks、かいりきベアが楽曲を作成。
| 題名         | 作詞・作曲   | 投稿日     | ボーカル         | YouTube | ニコニコ動画 |
| ------------ | ------------ | ---------- | ---------------- | ------- | ------------ |
| カゼマチグサ | 稲葉曇       | 2020/07/04 | 鳴花ヒメ         | YouTube | ニコニコ動画 |
| カンナギ     | HoneyWorks   | 2020/07/31 | 鳴花ヒメ・ミコト | YouTube | (なし)       |
| ネロイズム   | かいりきベア | 2020/09/06 | 鳴花ミコト       | YouTube | ニコニコ動画 |

## 外部サイト
- ガイノイド公式サイトNew Release:鳴花ヒメ・ミコト